# آدولف کونستوادل
آدولف کونستوادل (انگلیسی: Adolf Kunstwadl; ۸ فوریهٔ ۱۹۴۰ – ۱۲ نوامبر ۲۰۱۶) بازیکن فوتبال اهل آلمان بود.
از باشگاه‌هایی که در آن بازی کرده‌است می‌توان به باشگاه فوتبال بایرن مونیخ اشاره کرد.